# Мій син (серіал, 2022)
«Мій син» (тур. Oğlum )  — турецький психологічний і драматичний телесеріал 2022 року, створений компанією  Ay Yapım. В головних ролях — Сонгюль Оден, Ніхал Ялчин, Джанан Ергудер, Тимур Акар, Фейяз Думан, Серхат Теоман. Кубілай Ака.
Перша серія вийшла в ефір 9 лютого 2022 року. 
Серіал має 1 сезон. Завершився 15-м епізодом, який вийшов у ефір 25 травня 2022 року.
Режисер серіалу - Гекчен Уста. Сценаристи серіалу - Хурер Ебеоглу, Севгі Йилмаз. 

## Сюжет
У серіалі буде показано незвичайну життєву історію двох хлопчиків. Одному з них шість років, а другому нещодавно виповнилося дванадцять. Крім цього, герої були з абсолютно різних світів щодо матеріального достатку. Один із них живе в бідній сім'ї, а іншому пощастило набагато більше, бо він народився та виховувався багатими батьками. Це буде дивовижна історія, яка сповнена емоцій. Хлопчикам вже доводилося познайомитися в мережі, але доля звела їх і в реальному житті. 
Основні події серіалу розгортатимуться на території лікарні. Знайомство та зустріч головних героїв стане для них фатальною подією. Незважаючи на те, що вони ще зовсім діти, їм доводиться стикатися з певними труднощами у своєму житті. 
Демет – молода жінка, яка протягом багатьох років працює з дітьми та за професією вона психотерапевт. За ці роки героїні довелося багато чого побачити. Тільки ось ці клієнти змусять її поглянути на це життя під зовсім іншим кутом.

## Актори та ролі
| Актор                | Роль             |
| -------------------- | ---------------- |
| Сонгюль Оден         | Зейнеп Ялчин Кая |
| Ніхал Ялчин          | Меліке Озюрек    |
| Джанан Ергудер       | Демет            |
| Тимур Акар           | Ільяс Озюрек     |
| Фейяз Думан          | Тугрул Кая       |
| Серхат Теоман        | Седат            |
| Кубілай Ака          | Булут Ялчин      |
| Тугче Ачикгез        | Седеф            |
| Назан Кесал          | Джанан Ялчин     |
| Метехан Парилти      | Ефе Кая          |
| Емір Каан Озкан      | Каан Озюрек      |
| Алі Сечкінер Аліджі  | Хусейн           |
| Мина Дерман          | Джерен Озюрек    |
| Джансу Меліс Каракуш | Ісіл             |
| Кадріє Четінкая      | Гюльтен          |
| Абдуррахман Юнусоглу | Муртаза          |
| Ягмур Дамла Айден    | Мерве            |
| Джемре Єшильбурса    | Есра             |
| Фірат Бозан          | Зейнеп           |
| Еге Дерін            | Серташ           |
| Первін Багдат        | Мелахат          |

## Сезони
| Сезон | Епізоди | Епізоди | Оригінальний показ | Оригінальний показ | Оригінальний показ |
| Сезон | Епізоди | Епізоди | Перший показ       | Останній показ     | Мережа             |
| ----- | ------- | ------- | ------------------ | ------------------ | ------------------ |
| 1     | 15      | 15      | 9 лютого 2022      | 25 травня 2022     | Show TV            |

## Рейтинг серій
| Серія      | Рейтинг (TOTAL) | Рейтинг (AB) | Рейтинг (ABC1) |
| ---------- | --------------- | ------------ | -------------- |
| 1          | 4.23            | 4.47         | 4.34           |
| 2          | 5.22            | 5.09         | 5.43           |
| 3          | 4.86            | 5.58         | 5.01           |
| 4          | 3.84            | 3.40         | 3.66           |
| 5          | 3.82            | 3.22         | 3.60           |
| 6          | 3.91            | 3.48         | 3.84           |
| 7          | 3.60            | 3.91         | 3.76           |
| 8          | 3.04            | 3.22         | 3.02           |
| 9          | 3.09            | 2.69         | 3.03           |
| 10         | 3.25            | 3.18         | 3.33           |
| 11         | 3.09            | 3.29         | 3.32           |
| 12         | 2.69            | 2.32         | 2.75           |
| 13         | 2.27            | 2.55         | 2.19           |
| 14         | 2.71            | 2.14         | 2.40           |
| 15 (фінал) | 3.08            | 2.56         | 2.74           |

## Нагороди
| Рік  | Премія                       | Категорія                         | Номінант        | Результат |
| ---- | ---------------------------- | --------------------------------- | --------------- | --------- |
| 2022 | 48. Премія «Золотий метелик» | Найкращий дитячий актор / акторка | Емір Каан Озкан | Номінація |